# Alda Facio
Alda Facio Montejo (sinh ngày 26 tháng 1 năm 1948) là một nhà luật học, nhà văn, giáo viên và chuyên gia quốc tế người Costa Rica về giới và nhân quyền ở Mỹ Latinh. Bà là một trong những thành viên sáng lập của Hội Phụ nữ vì Công lý Giới tính tại Tòa án Hình sự Quốc tế. Từ năm 1991, bà là Giám đốc Phụ nữ, Tư pháp và Giới tính, một chương trình thuộc Viện Phòng chống tội phạm và Xử lý tội phạm của Liên hợp quốc (ILANUD) và Phó chủ tịch của Tổ chức Tư pháp và Giới. Bà cũng là một trong những thành viên sáng lập của Ventana vào những năm 1970, một trong những tổ chức nữ quyền đầu tiên ở quê hương Costa Rica.

## Tiểu sử
Alda Facio được sinh ra tại thành phố New York, Hoa Kỳ vào ngày 26 tháng 1 năm 1948. Trong những năm 1960, khi bà 17 hoặc 18 tuổi, Facio phát hiện ra nữ quyền và sau đó sẽ nói với Hội đồng Carnegie rằng lý do bà trở thành nữ quyền là "nữ quyền và nữ quyền mang đến cho bạn sức mạnh khi biết rằng bạn là một phần của phong trào toàn cầu là thứ mang lại cho bạn nhiều năng lượng để tiến về phía trước." 

## Trích dẫn
1. ↑  "Alda Facio". justassociates.org. JASS (Just Associates). Truy cập ngày 28 tháng 11 năm 2017.
2. ↑  "Alda Facio Montejo". inamu.go.cr (bằng tiếng Tây Ban Nha). INAMU. Bản gốc lưu trữ ngày 26 tháng 7 năm 2019. Truy cập ngày 29 tháng 6 năm 2016.
3. ↑  "Amelia Barquero, Thelma Curling y Alda Facio fueron premiadas por el Inamu en la edición 2015 de este reconocimiento". gobierno.cr (bằng tiếng Tây Ban Nha). San José: Costa Rica. ngày 16 tháng 3 năm 2015. Bản gốc lưu trữ ngày 3 tháng 10 năm 2017. Truy cập ngày 28 tháng 11 năm 2017.
4. ↑  Facio Montejo, Alda. "How the Seed Was Planted". carnegiecouncil.org (bằng tiếng Tây Ban Nha). Carnegie Council. Truy cập ngày 27 tháng 7 năm 2016.